# Wereldkampioenschappen moderne vijfkamp 2015
De wereldkampioenschappen moderne vijfkamp 2015 werden gehouden in Berlijn in Duitsland.

## Medailles

### Mannen
| Onderdeel   | Goud | Goud                                   | Zilver | Zilver                                                | Brons | Brons                                                  |
| ----------- | ---- | -------------------------------------- | ------ | ----------------------------------------------------- | ----- | ------------------------------------------------------ |
| Individueel | UKR  | Pavlo Timosjtsjenko                    | RUS    | Aleksandr Lesoen                                      | UKR   | Andrij Fedetjsko                                       |
| Team        | KOR  | Jun Woong-tae Jung Jin-hwa Lee Woo-jin | POL    | Michał Gralewski Sebastian Stasiak Jarosław Świderski | UKR   | Dmytro Kirpulyanskyy Denys Pavlyuk Pavlo Timosjtsjenko |
| Estafette   | GER  | Marvin Faly Dogue Alexander Nobis      | RUS    | Alexander Koekarin Kirill Belyakov                    | POL   | Szymon Staśkiewicz Jarosław Świderski                  |

### Vrouwen
| Onderdeel   | Goud | Goud                                                   | Zilver | Zilver                                        | Brons | Brons                                            |
| ----------- | ---- | ------------------------------------------------------ | ------ | --------------------------------------------- | ----- | ------------------------------------------------ |
| Individueel | GER  | Lena Schöneborn                                        | CHN    | Chen Qian                                     | BRA   | Yane Marques                                     |
| Team        | POL  | Anna Maliszewska Aleksandra Skarzyńska Oktawia Nowacka | GER    | Annika Schleu Lena Schöneborn Janine Kohlmann | HUN   | Sarolta Kovács Zsófia Földházi Tamara Alekszejev |
| Estafette   | CHN  | Chen Qian Liang Wanxia                                 | LTU    | Lina Batulevičiūtė Ieva Serapinaitė           | POL   | Aleksandra Skarzyńska Oktawia Nowacka            |

### Gemengd
| Onderdeel | Goud | Goud                    | Zilver | Zilver                            | Brons | Brons                                 |
| --------- | ---- | ----------------------- | ------ | --------------------------------- | ----- | ------------------------------------- |
| Estafette | CZE  | Jan Kuf Natalie Dianová | USA    | Nathan Schrimsher Margaux Isaksen | IRL   | Arthur Lanigan-O'Keeffe Natalya Coyle |

- Het Russische team en de gemengde estafetteteam won in eerste instantie de zilveren medaille maar door de positieve dopingtest Maksim Koestov kwamen deze medailles te vervallen.[1]

### Medaillespiegel
| Plaats | Land             | Goud | Zilver | Brons | Totaal |
| 1      | Duitsland        | 2    | 1      | 0     | 3      |
| 2      | Polen            | 1    | 1      | 2     | 4      |
| 3      | China            | 1    | 1      | 0     | 2      |
| 4      | Oekraïne         | 1    | 0      | 2     | 3      |
| 5      | Tsjechië         | 1    | 0      | 0     | 1      |
|        | Zuid-Korea       | 1    | 0      | 0     | 1      |
| 7      | Rusland          | 0    | 2      | 0     | 2      |
| 8      | Litouwen         | 0    | 1      | 0     | 1      |
|        | Verenigde Staten | 0    | 1      | 0     | 1      |
| 10     | Brazilië         | 0    | 0      | 1     | 1      |
|        | Hongarije        | 0    | 0      | 1     | 1      |
|        | Ierland          | 0    | 0      | 1     | 1      |
| Totaal | Totaal           | 7    | 7      | 7     | 21     |